# قائمة البعثات الدبلوماسية في مقدونيا الشمالية

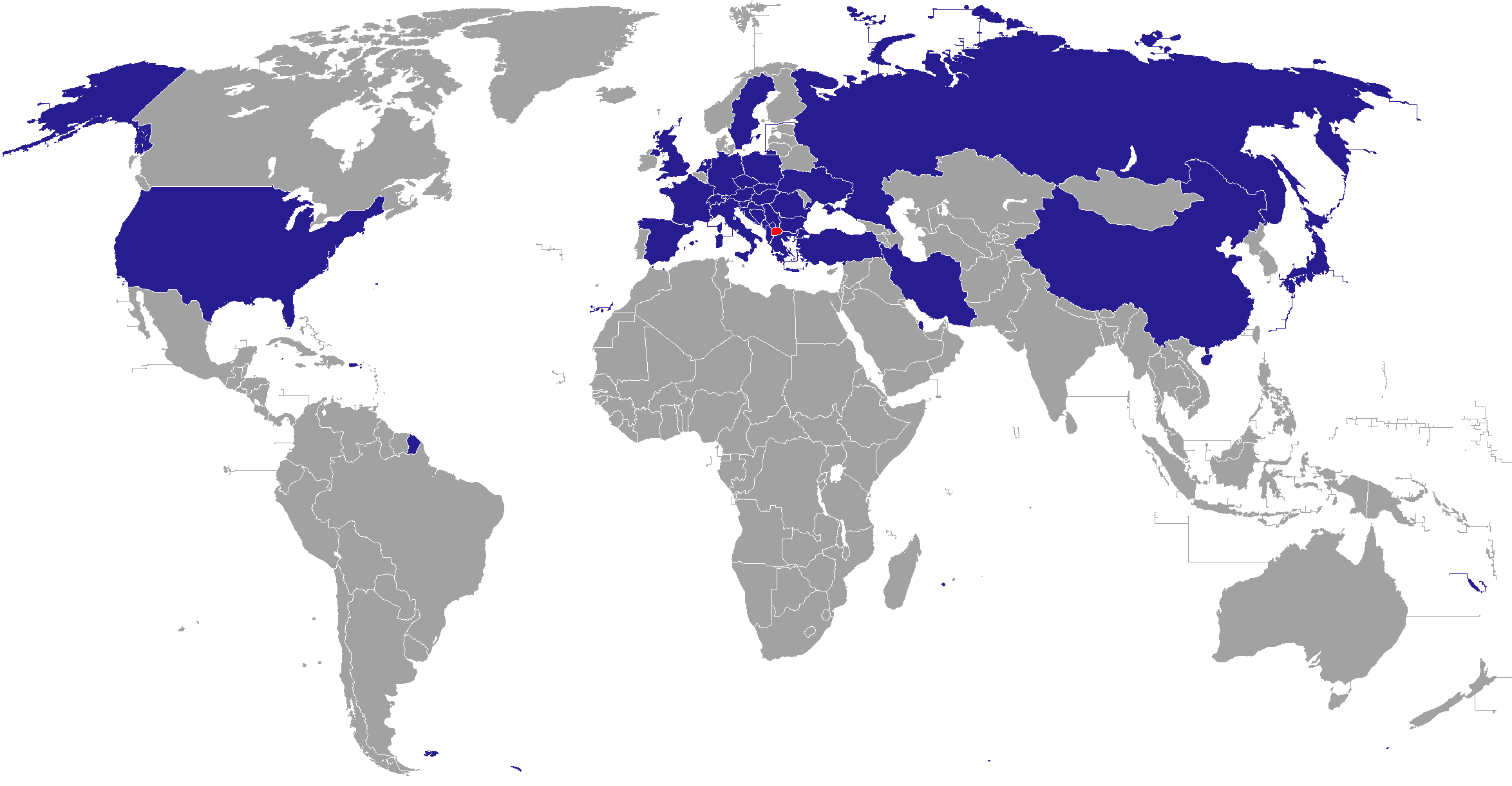
خريطة البعثات الدبلوماسية في مقدونيا الشمالية.

تسرد هذه المقالة البعثات الدبلوماسية المقيمة في مقدونيا الشمالية. في الوقت الحاضر، تستضيف العاصمة سكوبي 32 سفارة. كما أنّ العديد من البلدان الأخرى لديها بعثات معتمدة من عواصم أخرى.

## السفارات فيسكوبي
- ألبانيا[2]
- النمسا[3]
- البوسنة والهرسك[4]
- بلغاريا[5]
- الصين[6]
- كرواتيا[7]
- جمهورية التشيك[8]
- فرنسا[9]
- ألمانيا[10]
- اليونان[11]
- المجر[12]
- إيران[13]
- إيطاليا[14]
- اليابان[15]
- كوسوفو[ا][16]
- الجبل الأسود[17]
- هولندا[18]
- بولندا[19]
- قطر[20]
- رومانيا[21]
- روسيا[22]
- صربيا[23]
- سلوفاكيا[24]
- سلوفينيا[25]
- فرسان مالطا[ب]
- إسبانيا[26]
- السويد[27]
- سويسرا[28]
- تركيا[29]
- أوكرانيا[30]
- المملكة المتحدة[31]
- الولايات المتحدة[32]

## معرض لصور بعض السفارات في مقدونيا الشمالية

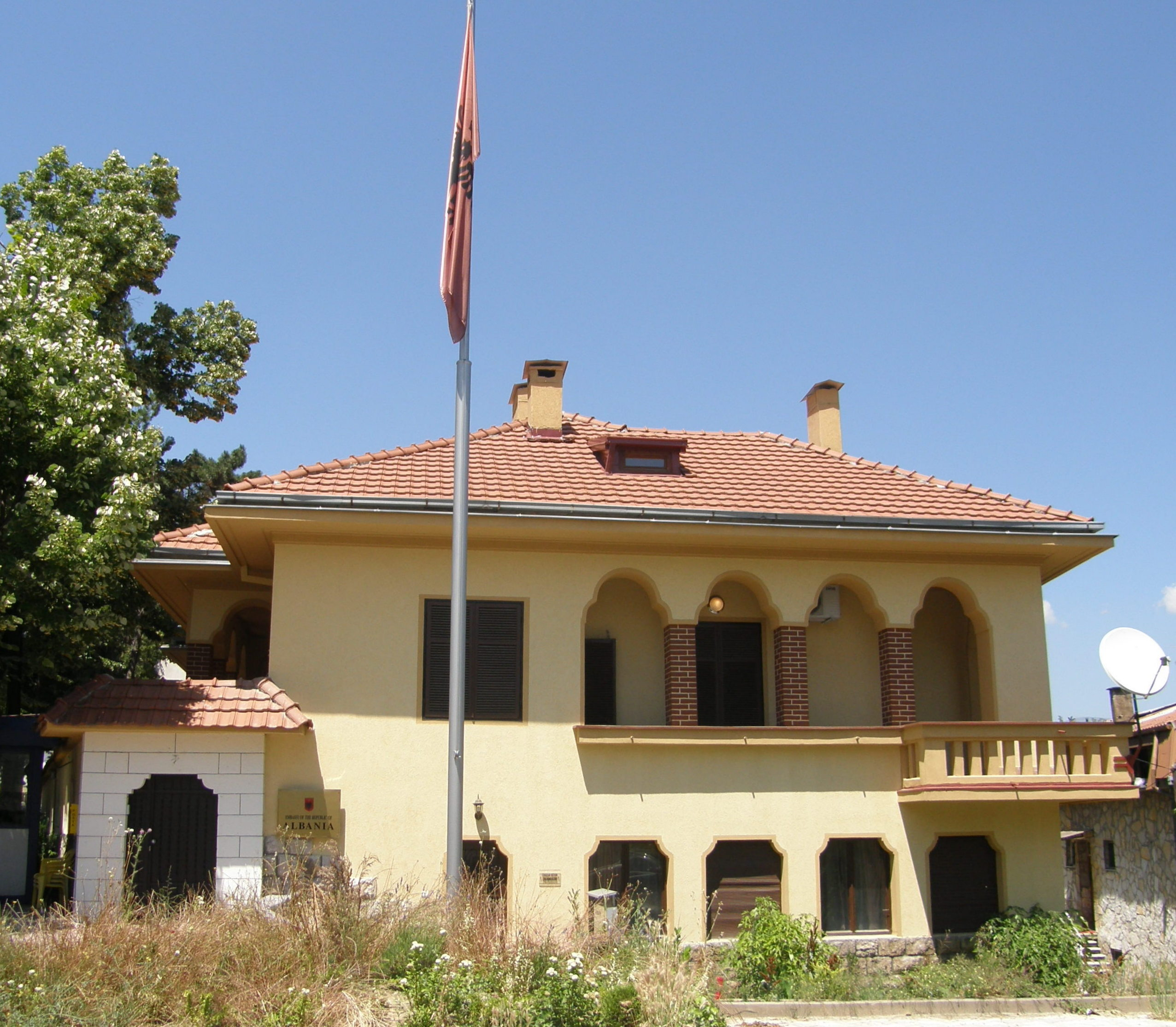
سفارة ألبانيا
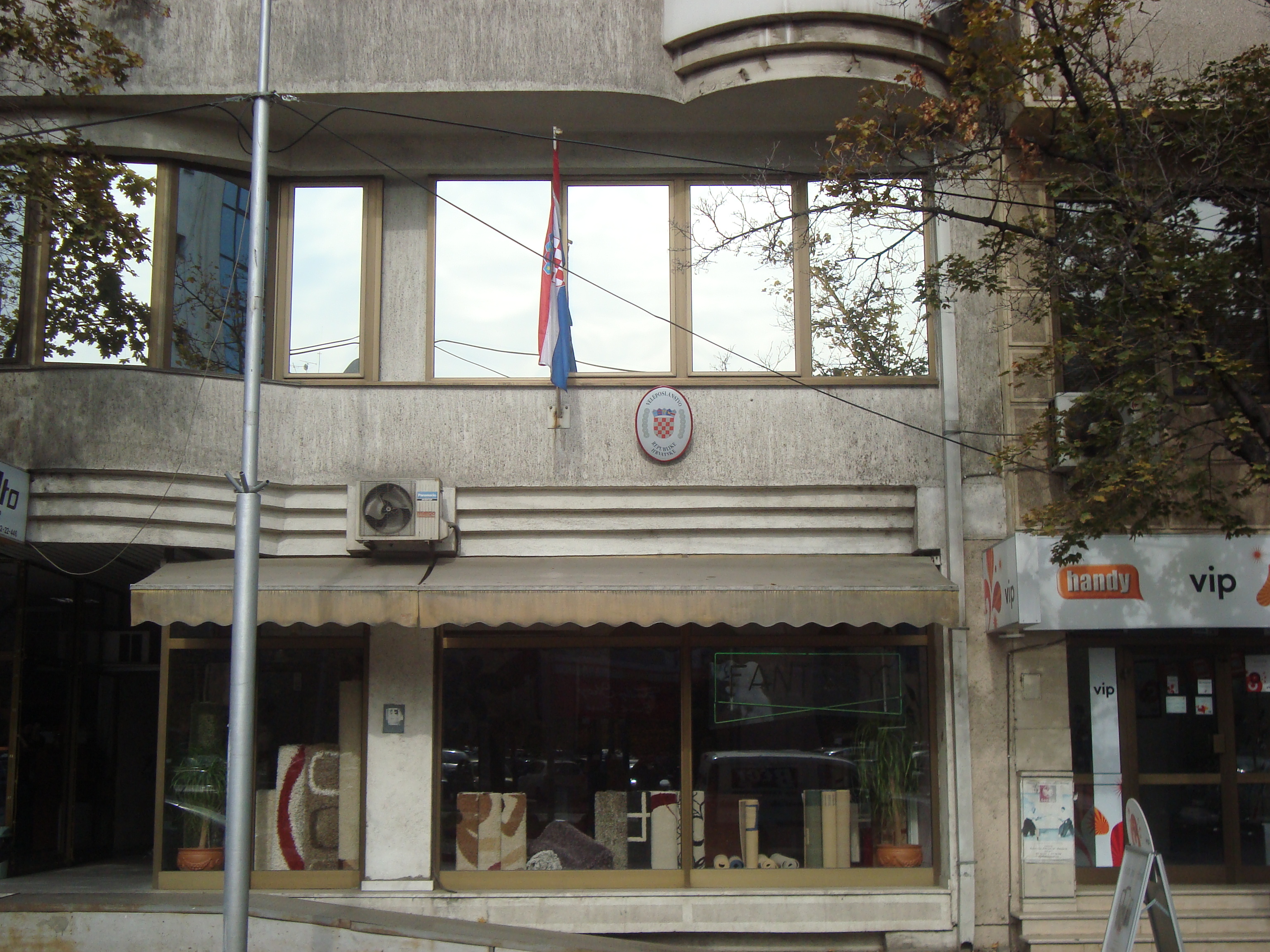
سفارة كرواتيا
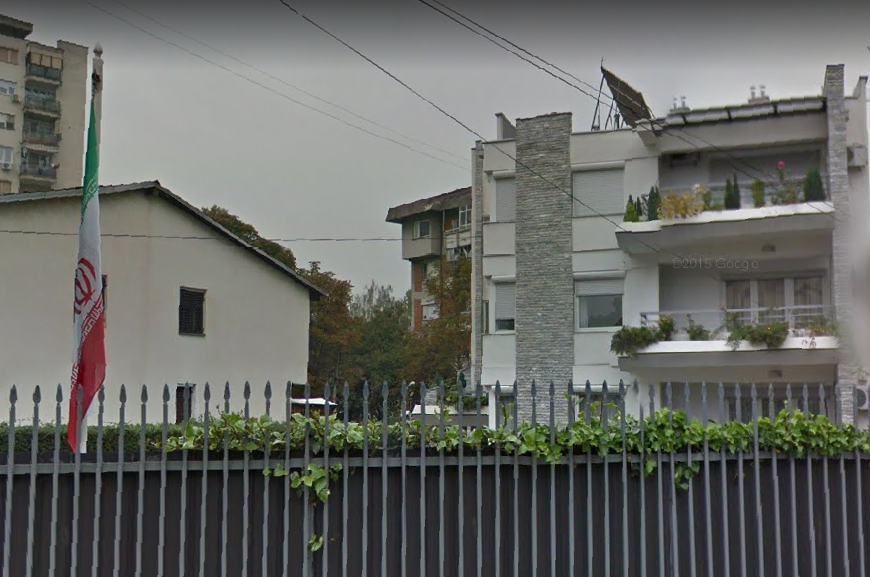
سفارة إيران
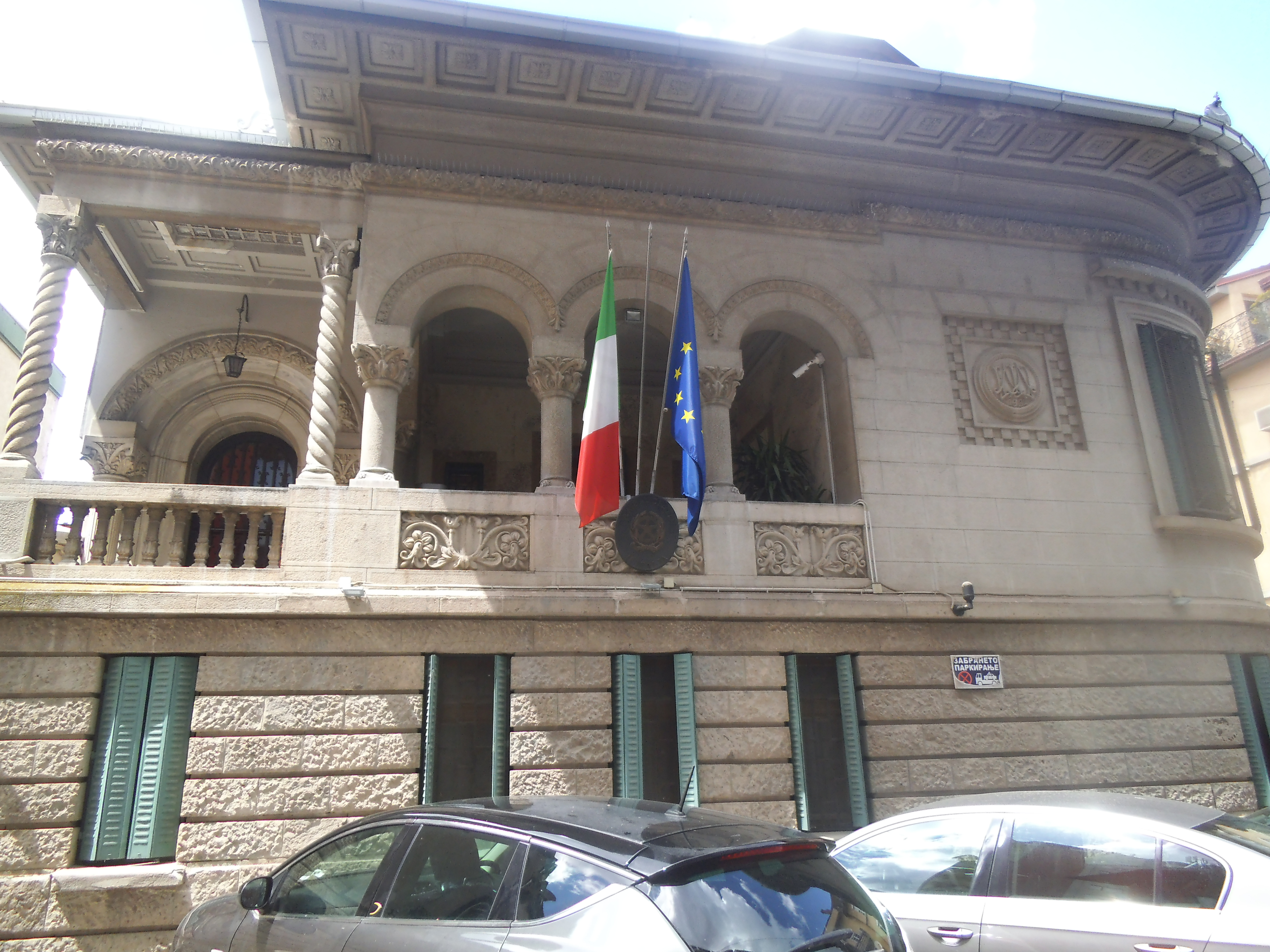
سفارة إيطاليا
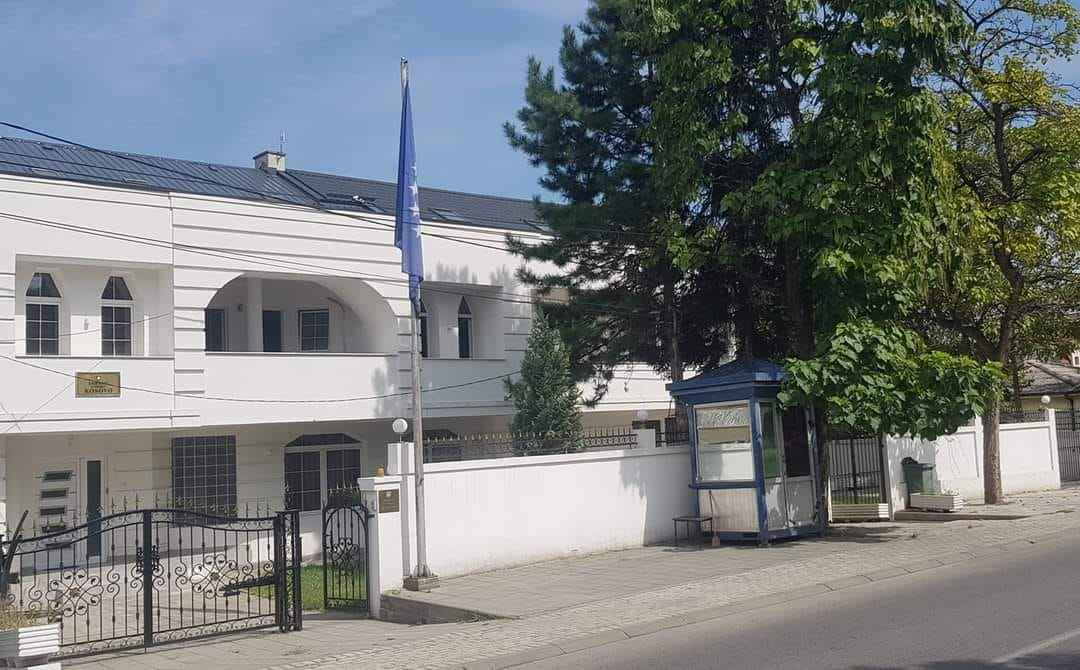
سفارة كوسوفو
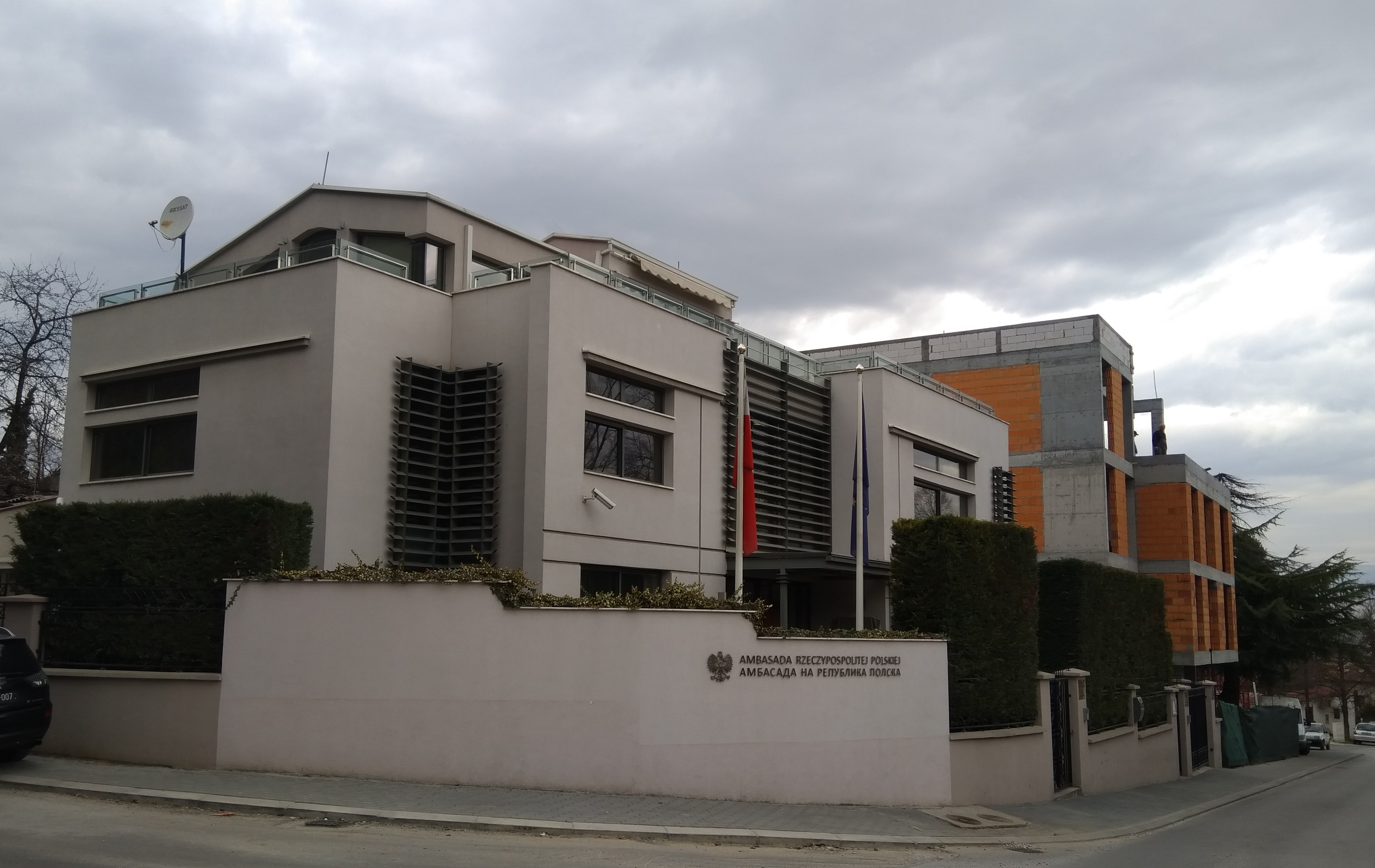
سفارة بولندا
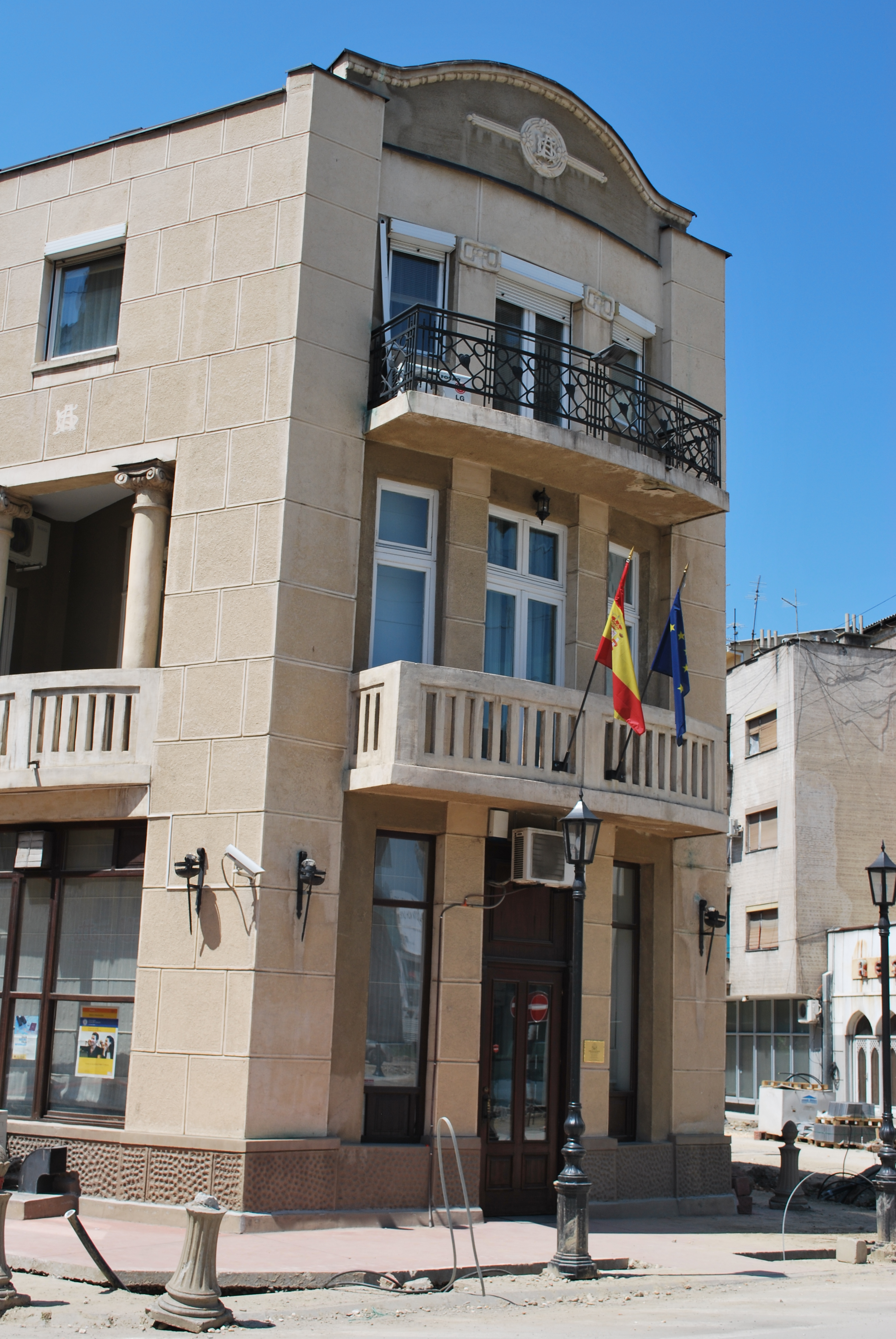
سفارة إسبانيا
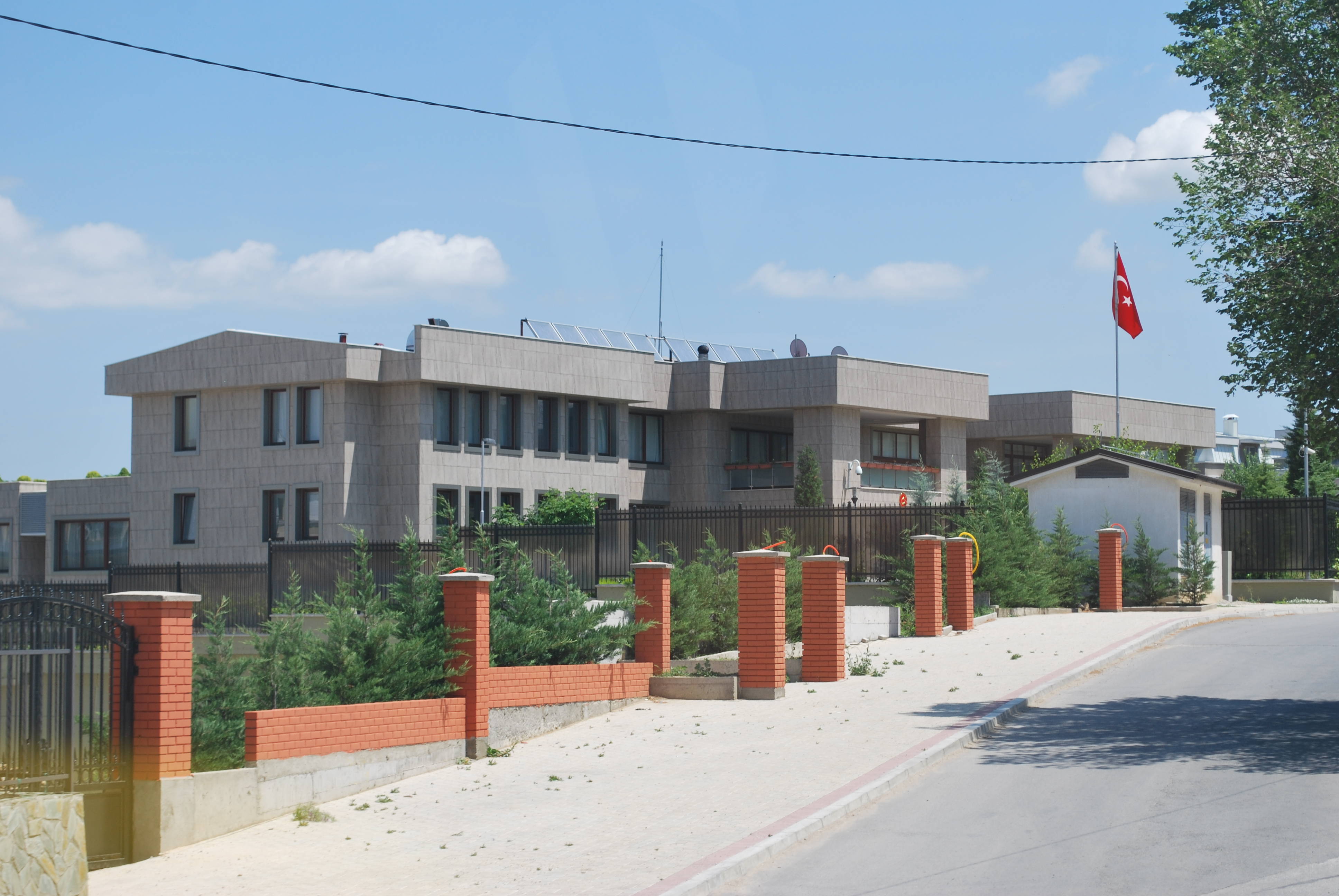
سفارة تركيا
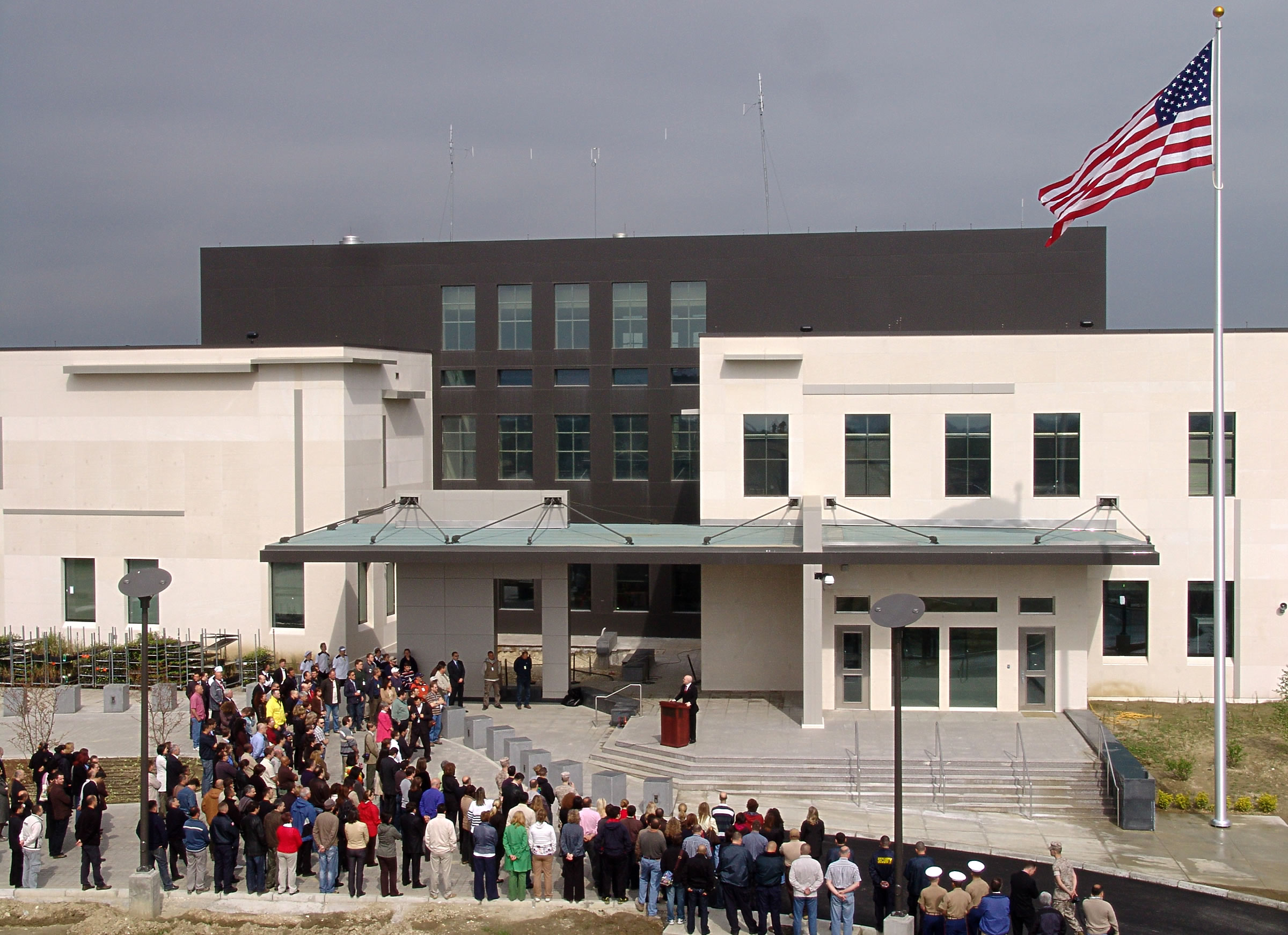
سفارة الولايات المتحدة

## قائمة السفراء
- ألبانيا — فاتوس ريكا[33]
- النمسا — جورج واتساس[34]
- البوسنة والهرسك — Dragan Jaćimović:دراغان جاتشيموفيتش[35]
- بلغاريا — انجل انجيلوف[36]
- الصين — زهانغ زو[37]
- كرواتيا — نيفيس تيغانج[38]
- جمهورية التشيك — مسروسلاف تومان[39]
- فرنسا — كيرلي بامغارتنر[40]
- ألمانيا — أنكا جيزيل هولستين[41]
- اليونان — روسوس كوندوروس[42]
- المجر — لازلو استيفان دكس[43]
- إيطاليا — أندريا سيلفستري[44]
- اليابان — هيرونوري ساوادا[45]
- كوسوفو[a] — بريندون سادريو (القائم بالأعمال بالإنابة)[46]
- الجبل الأسود — ماريا بتروفيتش[47]
- هولندا — دارك جان كوب[48]
- بولندا — فويتشخ تيجينسكي[49]
- قطر — الشيخ جاسم حمد آل ثاني (القائم بالأعمال بالإنابة)[50]
- رومانيا — أديلا مونيكا أكسينتي[51]
- روسيا — سيرجي بازدنكين[52]
- صربيا — نيفينا جوفانوفيتش[53]
- فرسان مالطا[b] — الأمير حبيب حبيب زغبي[54]
- سلوفاكيا — هنريك ماركوس[55]
- سلوفينيا — ميلان بريدان[56]
- إسبانيا — إيميليو لورينزو سيرا[57]
- السويد — كريستين فورسغرين بينغتسون[58]
- سويسرا — سيبيل سوتر تيجادا[59]
- تركيا — حسن محمد سكيزكوك[60]
- أوكرانيا — ناتاليا زادوروجنيوك[61]
- المملكة المتحدة — راشيل جالاوي[62]
- الولايات المتحدة — كيت ماري بيرنز[63]
- الاتحاد الأوروبي — ديفيد غيير[64]
- حلف شمال الأطلسي — زوران جانكوفيتش[65]

## بعثات أخرى فيسكوبي
- الاتحاد الأوروبي (وفد)
- حلف شمال الأطلسي (وفد)

## المنظمات الدولية في مقدونيا الشمالية
- الأمم المتحدة - روسانا دودزياك.[66]
- برنامج الأمم المتحدة الإنمائي - نارين ساهاكيان.[67]
- المفوضية السامية للأمم المتحدة لشؤون اللاجئين - مونيكا ساندري.[68]
- مكتب الأمم المتحدة لخدمة المشروعات - ميشيلا تلاتين.
- منظمة الأمم المتحدة للطفولة - باتريزيا دي جيوفاني.[69]
- المنظمة الدولية للهجرة - بيتر فان دير أويرات.[70]
- صندوق النقد الدولي - سيباستيان سوسا.[71]
- مجموعة البنك الدولي - ماسيميليانو بولوتشي.[72]
- منظمة الصحة العالمية - جيهان طويلة.[73]
- مركز المبادرة الإقليمية للهجرة واللجوء واللاجئين - ساسكو كوجيف.[74]
- عنصر الدعم القومي - قوة كوسوفو - جان ماري رولينجر.[75]
  - عنصر الدعم الوطني الألماني - بيرجيت فروليش.
  - حزب الدعم الوطني الأيرلندي - كونراد جونستون.
  - عنصر الدعم الوطني البولندي 
  - عنصر الدعم الوطني الأوكراني - عنصر الدعم الوطني في كفور - كرامارينكو إيهور.
  - المقر الرئيسي لقوة السلام المتعددة الجنسيات لواء جنوب شرق أوروبا (سيبريج) - أريستيديس إليوبولوس.
- منظمة الأمن والتعاون في أوروبا - كليمنس كوجا.[76]
- وكالة التعاون والتنسيق التركية - حليم عمر سوغوت.
- المعهد الإقليمي الأوروبي لدراسات التنمية - فلادو كامبوفسكي.
- المركز الدولي لتطوير سياسات الهجرة - ميليتا جروفسكا جراهام.
- البنك الأوروبي لإعادة البناء والتنمية - أندي أرانيتازي.
- المؤسسة الألمانية للتعاون الدولي - رينيه إشمان.
- أي ام جي (شركة) - أرجينت كاراي.
- جامعة غوته في فرانكفورت - تانيا كروجر.
- قرى الأطفال إس أو إس - جوليجانا ناكوفا غابو.[77]
- منظمة كيندردورف الدولية إس أو إس - كارولين تايلور.
- المركز البيئي الإقليمي لأوروبا الوسطى والشرقية - ميلينا مانوفا.
- مجموعة العمل الدائمة للتنمية الريفية الإقليمية - بوبان إليتش.

## افتتاح سفارات
- البرازيل[78][79]
- إسرائيل[80]
- كازاخستان[81]

## سفارات سابقة
- النرويج (أغلقت في 2012)

## السفارات غير المقيمة المعتمدة لدى مقدونيا
"" مقيم في أنقرة ، تركيا "
- أذربيجان
- بوركينا فاسو
- الأردن
- قرغيزستان
- بوركينا فاسو
- تايلاند

مقيم في برلين ، ألمانيا
- ملاوي
- سريلانكا
- توغو
- زامبيا

مقيم في بوخارست ، رومانيا
- الجزائر
- بنغلادش
- إيرلندا
- بيرو
- السودان
- فنزويلا

مقيم في بودابست ، المجر
- كولومبيا
- إستونيا
- كازاخستان
- ماليزيا

مقيم في بلغراد ، صربيا
- أنغولا
- أستراليا
- بيلاروسيا
- كندا
- قبرص
- الدنمارك
- فنلندا
- ليبيا
- المكسيك
- النرويج
- البرتغال
- سوريا

مقيم في روما ، إيطاليا
- الإكوادور
- غينيا الاستوائية
- غينيا
- ليسوتو
- نيوزيلندا
- باراغواي
- فرسان مالطا
- تنزانيا
- الإمارات العربية المتحدة
- أوغندا

مقيم في صوفيا ، بلغاريا
- الأرجنتين
- بلجيكا
- البرازيل
- كوبا
- مصر
- جورجيا
- الكرسي الرسولي
- الهند
- إيران
- إندونيسيا
- كوريا الشمالية
- الكويت
- مولدوفا
- منغوليا
- المغرب
- كوريا الجنوبية
- فيتنام

 بعثات تقيم في مدن أخرى 
- أفغانستان (أثينا)
- غانا (براغ)
- أيسلندا (ريكيافيك)
- إسرائيل (القدس)
- لاوس (فيينا)
- لاتفيا (براغ)
- ليتوانيا (زغرب)
- لوكسمبورغ (مدينة لوكسمبورغ)
- مالطا (فاليتا)
- جزر المالديف (جنيف)
- ناميبيا (فيينا)
- الفلبين (أثينا)
- المملكة العربية السعودية (تيرانا)